# Martin Nessley
Martin Scott Nessley (nacido el 16 de febrero de 1965 en Columbus, Ohio) es un exjugador de baloncesto estadounidense que jugó una temporada en la NBA, además de hacerlo en la USBL y en la liga neerlandesa. Con 2,18 metros de estatura, lo hacía en la posición de pívot.

## Trayectoria deportiva

### Universidad
Tras haber disputado en 1983, en su época de high school, el prestigioso McDonald's All-American Game, jugó durante cuatro temporadas con los Blue Devils de la Universidad de Duke, en las que promedió 2,4 puntos y 2,1 rebotes por partido.

### Profesional
Fue elegido en el puesto 116 del Draft de la NBA de 1987 por Los Angeles Clippers, con los que firmó tras un breve paso por la USBL. Disputó 35 partidos antes de ser despedido, en los que promedió 1,2 puntos y 1,1 rebotes.
En abril de 1988 firmó por diez días por los Sacramento Kings, renovando por otros diez. Jugó nueve partidos, anotando un total de cinco puntos.
Acabó su carrera jugando una temporada en el Den Helder Seals holandés.

## Estadísticas de su carrera en la NBA

### Temporada regular
| Temporada | Edad | Equipo               | Liga | Pos. | P  | TIT | MIN | TC  | TCA | %TC  | 3P  | 3PA | %3P | 2P  | 2PA | %2P  | TL  | TLA | %TL  | R.OF. | R.DEF. | REB | ASIS | ROB | TAP | PER | FP  | PTS |
| 1987-88   | 22   | TOTAL                | NBA  | C    | 44 | 0   | 7.6 | 0.5 | 1.2 | .385 | 0.0 | 0.0 |     | 0.5 | 1.2 | .385 | 0.2 | 0.4 | .444 | 0.5   | 1.3    | 1.9 | 0.4  | 0.2 | 0.3 | 0.5 | 2.0 | 1.1 |
| 1987-88   | 22   | Los Angeles Clippers | NBA  | C    | 35 | 0   | 8.4 | 0.5 | 1.4 | .367 | 0.0 | 0.0 |     | 0.5 | 1.4 | .367 | 0.2 | 0.4 | .500 | 0.6   | 1.5    | 2.1 | 0.5  | 0.2 | 0.3 | 0.6 | 2.2 | 1.2 |
| 1987-88   | 22   | Sacramento Kings     | NBA  | C    | 9  | 0   | 4.6 | 0.2 | 0.3 | .667 | 0.0 | 0.0 |     | 0.2 | 0.3 | .667 | 0.1 | 0.4 | .250 | 0.3   | 0.7    | 1.0 | 0.0  | 0.1 | 0.1 | 0.2 | 1.2 | 0.6 |
| Total     |      |                      | NBA  |      | 44 | 0   | 7.6 | 0.5 | 1.2 | .385 | 0.0 | 0.0 |     | 0.5 | 1.2 | .385 | 0.2 | 0.4 | .444 | 0.5   | 1.3    | 1.9 | 0.4  | 0.2 | 0.3 | 0.5 | 2.0 | 1.1 |